# Manihiki (langue)
Le manihiki également appelé par son nom complet rakahanga-manihiki, est une langue polynésienne, distincte du maori des îles Cook parlée à Rakahanga et à Manihiki (îles Cook) et qui compte environ 5 000 locuteurs dont la moitié en dehors des îles Cook. Elle fait partie du sous-groupe tahitien. Elle est officiellement considérée comme un dialecte du maori en vertu du Reo Maori Act de 2003 bien que Wurm et Hattori, dans leur Atlas of Pacific Area (1981) considèrent qu'il est peu intelligible avec ce maori.

## Écriture
| a | e | f | ng | h | i | k | m | n | o | p | r | t | u | v |

Les voyelles longues sont indiquées avec le macron et la consonne occlusive glottale est écrite avec l’apostrophe ou l’apostrophe culbutée.